# Donie Cassidy
Daniel „Donie“ Cassidy (* 15. September 1945 in Castlepollard, County Westmeath) ist ein irischer Politiker (Fianna Fáil).
1982 wurde Cassidy erstmals für Fianna Fáil in den Seanad Éireann gewählt. Diesem gehörte er nach mehreren erfolgreichen Wiederwahlen bis 2002 an. Im gleichen Jahr wurde er im Wahlkreis Westmeath in den Dáil Éireann gewählt. Bei den nächsten Wahlen 2007 konnte er seinen Sitz jedoch nicht verteidigen. Stattdessen wurde er am 22. Juni 2007 von Taoiseach Bertie Ahern zum Senator im ausgehenden 22. Seanad Éireann nominiert. Die nächsten Senatswahlen im Juli nutzte Cassidy um in den 23. Seanad Éireann gewählt zu werden. Als Senator war Cassidy von 1997 bis 2002, sowie erneut von 2007 bis 2011 Fraktionsvorsitzende der Regierungsfraktion (Leader of the Seanad Éireann).
Neben seinen politischen Aktivitäten auf nationaler Ebene war er von 1985 bis 2003 Mitglied im Westmeath County Council und fungierte in dieser Zeit von 1989 bis 1990 als dessen Vorsitzender.
Ein Golf-Dinner im Sommer 2020 mitten in der Pandemie führte zum Rücktritt mehrerer Politiker. Der Präsident der betroffenen Oireachtas Golf Society war zu der Zeit Donie Cassidy.
Cassidy ist verheiratet und hat vier Söhne.